# Гаипов, Махмуд Баходирович
Махмуд Баходирович Гаипов (род. 21 октября 1996, Термез) – узбекский боксёр. Двукратный чемпион Узбекистана (2014, 2017) в категории до 69 кг. Мастер спорта Республики Узбекистан международного класса.

## Биография
Родился 21 октября 1996 года в Термезе, Узбекистан.
Учится в Узбекском государственном университете физической культуры и спорта.
Тренируется под руководством Тулкина Киличева и Рустама Саидова.

### Любительская карьера
Гаипов дважды становился чемпионом Узбекистана в категории до 69 кг – в 2014 и 2017 годах.
Также в 2015 году он стал бронзовым призёром, а в 2016 году – серебряным призёром чемпионата Узбекистана.
В 2014 году завоевал серебряную медаль на чемпионате Азии среди молодёжи (ASBC) в Бангкоке.
Участник чемпионата мира среди молодёжи 2014 года в Софии.
В 2016-2018 годах выступал на турнирах World Series of Boxing в составе полупрофессионального боксёрского клуба «Uzbek Tigers».
Участник Исламских игр солидарности 2017 года.
Также является победителем и призёром ряда национальных и международных турниров по боксу.

### Профессиональная карьера
В августе 2018 года Гаипов начал профессиональную карьеру.
Его профессиональный дебют состоялся 10 ноября 2018 года в Екатеринбурге и закончился победой.

## Статистика профессиональных боёв
В таблице перечислены результаты всех поединков боксёров.
В каждой строке указан результат поединка. Дополнительно номер поединка обозначен цветом, который обозначает итог поединка. Расшифровка обозначений и цветов представлена в нижеследующей таблице.
| Пример | Расшифровка                     |
| ------ | ------------------------------- |
|        | Победа                          |
|        | Ничья                           |
|        | Поражение                       |
|        | Планируемый поединок            |
|        | Поединок признан несостоявшимся |
| КО     | Нокаут                          |
| ТКО    | Технический нокаут              |
| PTS    | Решение судей (по очкам)        |
| UD     | Единогласное решение судей      |
| MD     | Решение большинства судей       |
| SD     | Раздельное решение судей        |
| RTD    | Отказ от продолжения боя        |
| DQ     | Дисквалификация                 |
| NC     | Поединок признан несостоявшимся |

| Бой | Рекорд | Дата            | Соперник                | Место проведения     | Результат | Примечание |
| --- | ------ | --------------- | ----------------------- | -------------------- | --------- | ---------- |
| 4   | 2-2-0  | 21 декабря 2019 | Мауро Пералес (6-4-1)   | Мехикали, Мексика    | SD        |            |
| 3   | 2-1-0  | 23 марта 2019   | Вазир Тамоян (10-2-1)   | Екатеринбург, Россия | UD        |            |
| 2   | 2-0-0  | 8 декабря 2018  | Артуш Ованнисян (0-1-0) | Екатеринбург, Россия | UD        |            |
| 1   | 1-0-0  | 10 ноября 2018  | Идди Мквера (8-1-1)     | Екатеринбург, Россия | TKO       |            |